# Коммерсантъ ТВ
Коммерсантъ-ТВ (Ъ) — информационный телеканал. Входил в состав ИД «Коммерсант» вместе с одноимённой газетой и радиостанцией.

## Концепция
Коммерсантъ-ТВ — информационный телеканал о событиях в экономике, политике, спорте, культуре, общественной жизни в России и за рубежом, а также короткие рубрики разнообразной тематики: финансы, недвижимость, авто, high-tech, искусство, путешествия, стиль, погода. Портреты людей, изменивших мир и вошедших в историю политики, экономики, дизайна, техники, кино.
Вещание канала осуществляется на русском языке. Объём новостного вещания — 43 минуты в час. Блок обновляется каждые 20 минут. Каждый блок имеет последние новости, ситуации на экономических рынках, трафик в Москве, погоду и одну познавательную тематическую рубрику.

## История
- 2011 год, февраль — блогер Антон Носик объявил о создании концепции для телеканала «Коммерсантъ-ТВ»[6].
- 2011 год, июль — официально объявлено о создании канала «Коммерсантъ-ТВ»[7]. О создании канала прокомментировал его генеральный продюсер Евгений Ревзин в эксклюзивном интервью Интернет-портала «Афиша»:

Я буду говорить довольно осторожно. Холдинг «Коммерсант» постоянно развивается и, соответственно, ищет новые медийные площадки, адекватные аудитории и её потребностям. Радио уже есть — почему бы не сделать телевидение. Все логично. Смысл проекта состоит в необходимости освоить как можно больше новых площадок. Поэтому телевидение. Я отвечаю за информационную политику и не уполномочен разглашать сведения об инвесторах и партнерах проекта. Могу сказать только то, что это проект издательского дома «Коммерсант».

- 20 сентября 2011 года — получена официальная лицензия № 18829 на вещание телевизионной программы условного доступа «Коммерсантъ ТВ» со сроком в 5 лет[источник не указан 4791 день].
- 26 сентября 2011 года — канал начал пробное вещание.
- 3 октября 2011 года — официальный запуск канала.[8]
- 15 января 2012 года — изменение музыкального оформления канала в рубриках «Календарь», «Финансы», «Трафик» и «Погода».

## Закрытие
В конце июня в связи с вводом нового руководства и оптимизации медиа-холдинга было принято решение о приостановке вещания канала. Генеральный директор холдинга «Коммерсантъ» Дмитрий Сергеев сообщил о приостановке этого проекта:

«Канал в его нынешнем виде экономически неэффективен и, на наш взгляд, не имеет возможности выйти на самоокупаемость. Поскольку поддержание вещания канала связано со значительными затратами, в том числе на распространение телевизионного сигнала по кабельным сетям, принято решение временно приостановить вещание „Коммерсантъ-ТВ“ и заняться проработкой новой модели его развития»

30 июня в 22:00 телеканал прекратил показ основных программ и ежеминутно крутил заставку о приостановке вещания. До 5 июля телеканал круглосуточно показывал заставку о том, что вещание телеканала приостановлено (заставка). C 5 июля во весь экран показан логотип канала в розовом фоне.

## Особенности канала
- Отличительная особенность нового телеканала — отсутствие дикторов и ведущих, только закадровый голос. Всю необходимую информацию о событии можно было получить с экрана, даже при выключенном звуке. Формат Mute-TV, или «немой телевизор» подходил для трансляции в ресторанах, аэропортах, гостиницах, офисах и других общественных местах. Также такой формат подходил для людей с нарушением слуха. Для удобства зрителей имелась полоска состояния для сюжетов и рубрик.
- Ноу-хау канала — твит-лента в формате «бегущей строки»[источник не указан 4791 день]. Здесь появлялись последние сообщения из Twitter, Facebook и Живого журнала. Зритель узнавал не только собственно события, но и — в режиме реального времени — видел общественную реакцию на самые свежие новости.[10]

## Графическое оформление

### Логотип
Логотип телеканала представлял собой квадрат с буквой «Ъ».

### Главное сегодня
В левой верхней части экрана появлялся большой логотип «Ъ», справа от логотипа — надпись «ГЛАВНОЕ СЕГОДНЯ». Внизу появлялись четыре ключевые темы.

### Новости
Наверху стоял логотип «Ъ», справа от логотипа время и дата, потом левее категория новостей. Внизу от логотипа, времени даты и категории стояла фотография или видеоматериал и текстовая сводка данной новости. Внизу левее располагался блок с заголовками новостей («Новости») и анонсом следующих новостей («Далее в эфире»), а справа — блок с погодой, пробками в Москве и финансовой информации (при наличии энциклопедической информации блоки с новостями и погодой заменялись на блоки «Досье» или «Company profile»). В самом внизу — твит-лента (см. Особенности канала) (при наличии энциклопедической информации твит-лента заменялась на текущую температуру в Москве, количество баллов на дорогах Москвы и финансовой информацией).
В новогодние праздники рубрика украшалась снежинками слева и справа.

### Категории новостей
|  | Политика                              |
|  | Бизнес, экономика                     |
|  | Общество                              |
|  | Спорт                                 |
|  | Культура, шоу-бизнес                  |
|  | Наука, техника, гаджеты               |
|  | Происшествия, трагедии, кончины людей |

## Рубрики
| - «Главное сегодня» — краткий анонс новостей. - «Календарь» - «Новости» - «Погода» — метеоинформация на фоне природы. - «Реклама» - «Трафик» — пробки в Москве. - «Финансы» — котировки, акции и рынки. | - «Catalog.ru» - «Автопилот» — об автомобилях. - «Биография» — о людях. - «Гаджеты» - «Евро. Как это было» - «История бренда» — о компаниях и их историей. - «Недвижимость» — о домах. - «Первые полосы» - «Путешествия» - «Рейтинг» - «Руководство пользователя» — о канале. - «Так говорил…» - «Ценные кадры» |

## Приложение для iPad
В начале мая 2012 года «Коммерсантъ ТВ» выпустил бесплатное приложение для владельцев планшетных компьютеров iPad (на данный момент приложение отсутствует в App Store). Приложение немного копирует дизайн канала. Особенностями данного приложения являлось доступ к последним новостям ЪТВ, удобное меню быстрого доступа к интересующим темам, обновление новостей в режиме on-line, поиск новостей по ключевым словам, возможность добавления интересных сюжетов в «Избранное» и последние данные о погоде, пробках и котировках. Также при помощи этого приложения можно было послушать эфир радиостанции «Коммерсантъ FM».

## Вещание

### Спутниковое
- Спутник: Eutelsat W7
- Кодировка: Viaccess (НТВ-Плюс)
- Позиция: 36,0°E
- Поляризация: R (правая круговая)
- Транспондер: ER14
- Частота: 11977 МГц DVB-S
- FEC: 3/4
- Симв/скорость: 27,500

### Кабельное
В карточке телеканала.